# Out There (serie televisiva 2003)
Out There è una serie televisiva creata da Willie Reale nel 2003, ambientata in Australia con protagonisti un gruppo di ragazzi che collaborano presso una clinica veterinaria per apprendere i trucchi del mestiere.
La sigla Doin' What I Do, composta da Willie Reale e Rob Reale, è cantata da Connie Mitchell.

## Personaggi

### Principali
- Reilly Evans (Douglas Smith). È il nipote di Ellen e Johnathan, è americano. Il padre sta affrontando dei problemi giudiziari e così Reilly si trasferisce per un periodo in Australia dagli zii. Si innamora di Fiona.
- Aggie Thackery (Jade Ewen). È inglese; fin da piccola voleva diventare veterinario. Grazie ad un programma di scambio frequenta la scuola in Australia e nel pomeriggio lavora come assistente di Ellen alla clinica. È una ragazza seria e determinata.
- Tom Butler (Cody Kasch). Viene dal Texas; fa credere agli Archer di essere un tirocinante preparato, quando in realtà è un 'ragazzo a rischio' in cerca di condizioni di vita migliori. Una volta scoperto l'inganno, Ellen e Johnathan decidono di dargli un'altra opportunità e gli permettono di restare. Tom impara così il significato di fiducia e responsabilità.
- Miller McKee (Richard Wilson). È un ragazzo stralunato e pieno di immaginazione, amante della musica. Conosce Reilly il primo giorno di scuola e diventa amico dei ragazzi. Ha un rapporto conflittuale con il padre Colin, può contare sul sostegno della sorella Sam.
- Fiona Mcdaniel (Molly McCaffrey). Svolge volontariato in un'associazione per la protezione degli animali. È una ragazza sensibile e un po' introversa.
- Ellen Archer (Genevieve Hegney). È il medico veterinario responsabile della clinica. È sposata con Johnathan; non hanno figli ma sono figure di riferimento per il nipote Reilly e gli altri ragazzi.
- Johnathan Archer (David Roberts). È il marito di Ellen, un uomo di poche parole, affidabile e ironico. È molto abile nel lavorare il legno: realizza mobili ed altre costruzioni e svolge riparazioni.

### Secondari
- Miranda Lee (Mary Annegeline).
- Samantha (Sam) McKee (Rebecca Jones). È la sorella minore di Miller.